# Église des Petits-Carmes
L’église des Petits-Carmes, ou chapelle des Carmes, est un édifice de culte situé dans le quartier de l’Ancienne Ville à Metz, au 2 rue du Haut-Poirier. Elle sert aujourd’hui d’entrée au musée de la Cour d'Or.

## Contexte
En 1644, l’ordre des Carmes déchaux, établi à Nancy, s’installe sur la colline Sainte-Croix à l’emplacement de la maison Saint-Éloi fondée par les Jésuites.

## Construction et aménagements

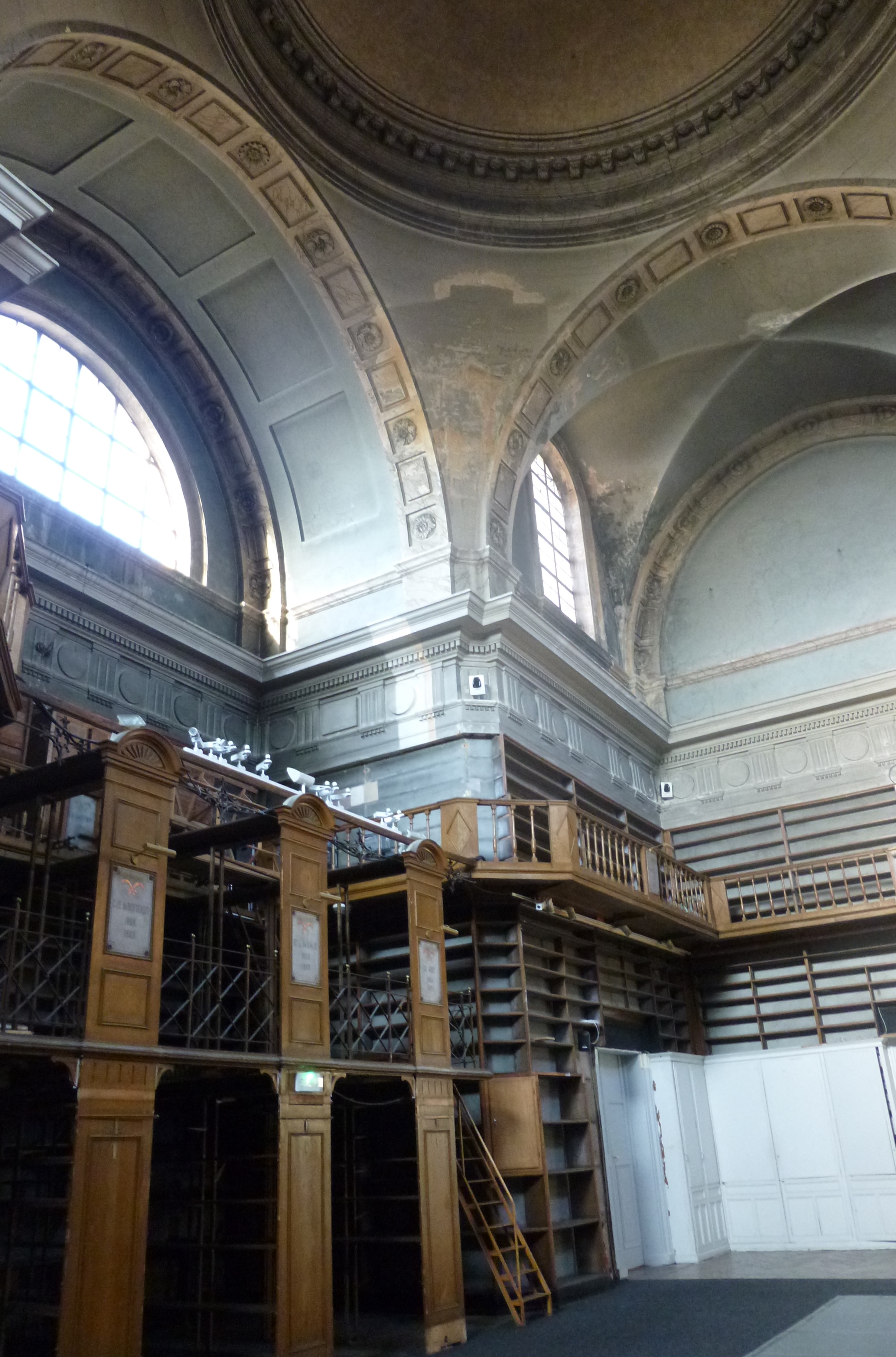
Les anciens étalages de la bibliothèque municipale installée dans la chapelle

L’église du couvent des Carmes est construite entre 1670 et 1675 par l’architecte italien Giovanni Betto en forme de croix latine. En 1707, un cloître, à proximité du grenier de Chèvremont, vient compléter le couvent.

### Architecture
Très bel équilibre de la grande nef. Coupole centrale à pendentifs. Intéressant cloisonnement de la voûte du transept.

## Affectations successives
L’ordre des carmes déchaux est dissous en 1790 et les religieux sont dépossédés de leurs biens. L’église est transformée en bibliothèque municipale en 1803. Elle rassemble les ouvrages saisis dans le pays messin à la Révolution. En 1839, la ville ouvre ses musées. La médiathèque du Pontiffroy est construite en 1977, la bibliothèque municipale déménage en 1977 dans la médiathèque du Pontiffroy. L’église sert depuis d’entrée aux musées. Elle présente un plan-relief de Metz entre 1826 et 1850.